# Burgemeester Rijkenspark
Het Burgemeester Rijkenspark, in de volksmond ook wel Bosbeek genoemd, is een park tussen de plaatsen Santpoort-Noord en Santpoort-Zuid in de gemeente Velsen dat in de Nederlandse provincie Noord-Holland ligt.
Het park is ontworpen door Jan David Zocher en het staat en/of stond bekend onder de namen: Wildernis van Brederode, de Molenduinen, Strandwalbos en Landgoed Spaarnberg. Het park is vernoemd naar de Velsense burgemeester Roelf Gerrit Rijkens. 
Het park ligt ruwweg tussen de Olga van Gotschlaan, Wijnoldy Daniëlslaan, Middenduinerweg en de Velserhooftlaan. In het westen loopt het park tot de weilanden die tussen het park en de Delft en de N208 liggen. Het park wordt doorsneden door de Wüstelaan.

## Geschiedenis
Het deel ten oosten van de Wüstelaan behoorde tot het Landgoed Spaarnberg, waarvan de gronden eerder in gebruik waren door de linnenblekerij Spaar en Berg. In 1818 werd de Amsterdamse bankier Adriaan van der Hoop de eerste eigenaar van het landgoed. Hij liet het bleekgebouw ombouwen tot een woning en begon met het houden van exotische gewassen. Voor het houden van deze gewassen liet hij centraal verwarmde kassen plaatsen. Dit principe van centrale verwarming liet hij later ook in zijn woning in Amsterdam aanleggen, dit was een van de eerste gebouwen in Nederland met zo’n systeem. Amsterdams hoogleraar W.H. de Vrieze beschreef in 1839 de exotische plantengewassen uitvoerig die Van der Hoop in zijn Hortus Spaarnbergensis had staan. Zijn beschrijvingen werden tien jaar later aangevuld door dr. Merkus Doornik. De verzameling plantenboeken die door hen werden geschreven zijn te vinden in de Bijzondere Collecties van de bibliotheek van de Universiteit van Amsterdam.
Van der Hoop liet tussen 1835 en 1839 door Jan David Zocher het chalet, ook wel het Zwitserse huis genoemd, bouwen in het overpark van het landgoed, dat ten westen van de Wüstelaan ligt. Hierna werd ook een nieuw groot landhuis gebouwd met daar aan vast een orangerie. Ook werd door Zocher de tuinaanleg verzorgd. Hij legde rond de nieuwe bebouwing een park aan in Engelse landschapsstijl, waarbij hij gebruik maakte van de loop van de bestaande beken.
Kleindochter Olga E.A.E. barones von Gotsch erfde het landgoed bij het overlijden van Van der Hoop. Von Gotsch trouwde in 1868 met J.R. Wüste, een mede-eigenaar van het Amsterdamse tabakshandelshuis Wüste en Hintzen. In 1916 overleed de heer Wüste en in 1924 overleed mevrouw Wüste. Na hun dood kwam het landgoed in handen van C.H. Guépin, een notaris, voorzitter van de Nederlandsche Maatschappij voor Nijverheid en lid van Provinciale Staten van Noord-Holland.
In 1930 werd het deel van het landgoed ten westen van de Wüstelaan door de gemeente Velsen aangekocht. Zij bestemden  een deel daarvan voor openbaar gebruik. Op het andere deel werd de villawijk Philipspark ingericht. Het park werd ter ere van de Velsense burgemeester Roelf Gerrit Rijkens naar hem genoemd. Dit wegens zijn inspanning om dit bosrijke deel van Velsen te bestemmen voor het tweede openbare park van Velsen.
In 1950 kocht Velsen het terrein van Boschbeek en voegde dit bij het openbare park. Het landhuis van Spaarnberg werd datzelfde jaar gesloopt. Op de locatie ervan liet de Procure van de Witte Paters der Afrikaanse Missie een kloosterlijk internaat bouwen. Dit internaat sloot ergens tussen 1950 en 1990, in 1990 verlieten de laatste instanties die in het gebouw gevestigd waren het gebouw. Na de sluiting in 1990 verrees er op de locatie een luxe appartementencomplex. Dit appartementencomplex zou volgens dr. Erik de Jong, docent aan de Vrije Universiteit te Amsterdam die is gespecialiseerd in de Nederlandse tuin- en landschapsarchitectuur, vanaf de Westelijke Randweg geen recht doen het landschap van de binnenduinrand.

## Monumenten en voorzieningen
Monumenten

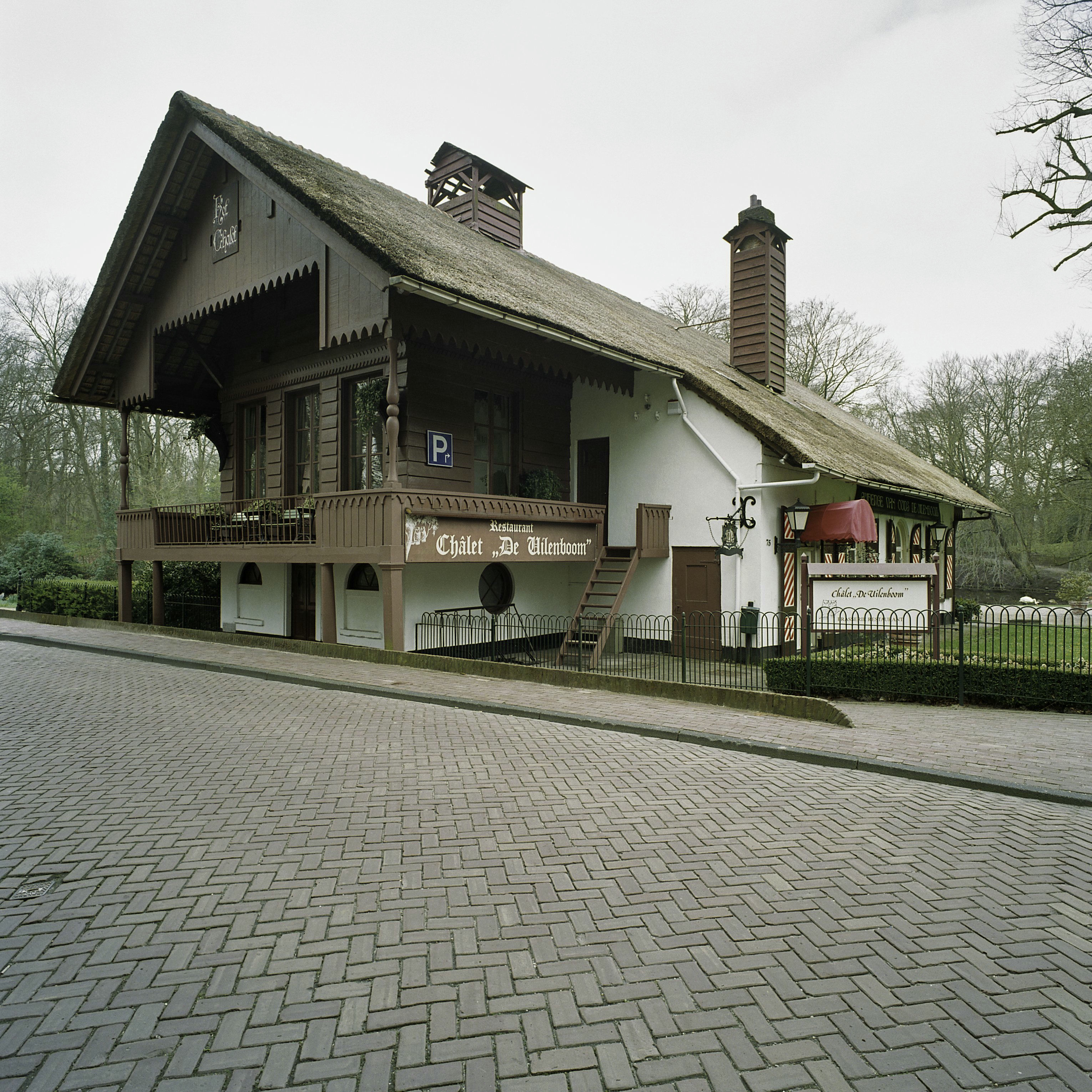
Het Chalet van Bosbeek aan de Wüstelaan 73 in april 2005

Het deel ten oosten van de Wüstelaan en een klein deel het overpark ten westen van die laan zijn beschermd als rijksmonument. Dit betreft de historische tuin- en parkaanleg van Zocher. Verder betreft dit het historische hek rond de tuin- en parkaanleg met daarin twee toegangspoorten, een rijksmonument. Verder staat aan de Wüstelaan 79 de rijksmonumentale voormalige Bewaarschool die door Olga Wüste daar werd gesticht, met bijbehorende onderwijzerswoning. De even verderop aan de laan richting Santpoort-Zuid gelegen voormalige dienstwoning, gebouwd in Zwitserse chaletstijl en ontworpen door J.D. Zocher jr. is tevens een rijksmonument en staat ook wel bekend als de Chalet van Bosbeek.
Voorzieningen
Wat betreft voorzieningen vindt men in het Chalet van Bosbeek een restaurant. In het park is ter hoogte van de Middenduinerweg een pierenbadje voor kinderen aanwezig. En zijn grote delen van het park een losloopgebied voor honden.